# ورستون
ورستون (به انگلیسی: Worston) یک روستا و محله مدنی در بریتانیا است که در Ribble Valley واقع شده‌است. ورستون ۷۶ نفر جمعیت دارد.